# Terrones
Terrones es una entidad de población española del municipio de Narros de Matalayegua, perteneciente a la provincia de Salamanca, en la comunidad autónoma de Castilla y León.

## Historia
Hacia mediados del siglo XIX, el lugar, una alquería por entonces perteneciente al municipio de Íñigo, tenía contabilizada una población de 15 habitantes. Aparece descrito en el decimocuarto volumen del Diccionario geográfico-estadístico-histórico de España y sus posesiones de Ultramar de Pascual Madoz con las siguientes palabras:

TERRONES: alq. en la prov. de Salamanca, part. jud. de Sequeros, térm. municipal de Iñigo. pobl.: 4 vec., 15 almas.
(Madoz, 1849, p. 750)

En 2023, la entidad singular de población de Terrones, ahora perteneciente al municipio de Narros de Matalayegua, tenía empadronados 5 habitantes, todos ellos en diseminado.